# Cot Punceu
Cot Punceu är en kulle i Indonesien.   Den ligger i provinsen Aceh, i den västra delen av landet, 1 900 km nordväst om huvudstaden Jakarta. Toppen på Cot Punceu är 50 meter över havet. Cot Punceu ligger på ön Pulau We.
Terrängen runt Cot Punceu är lite kuperad. Havet är nära Cot Punceu åt nordväst.  Närmaste större samhälle är Sabang, 6,1 km öster om Cot Punceu. I omgivningarna runt Cot Punceu växer i huvudsak städsegrön lövskog.